# Собон, Мишель де
Мишель де Собон (фр. Michelle de Saubonne, 1485—1549) — французская придворная дама, служившая в качестве фрейлины Анны Бретонской, воспитательницы королевских детей и гувернантки детей Эрколе II д’Эсте, герцога Феррары. Она была отстранена от своих придворных обязанностей из-за того, что была гугеноткой.

## Биография
Мишель де Собон родилась в 1485 году в семье протестантского гуманиста и дворянина Дени де Собона, сеньора Френе-Кудре. Она была воспитана в кальвинистской вере.
В 1505 году она стала компаньонкой Анны Бретонской и должна была заботиться о драгоценностях и постельном белье королевы. Собон делила роль секретаря королевы с Элен де Лаваль. Она сыграла важную роль в появлении Жана Маро при французском дворе, чьи стихи восхищали королеву. Она также познакомила королеву с другими писателями того времени, в том числе с Жаном Лемером де Бельжем. В 1508 году она вышла замуж за Жана IV де Партенэ, сеньора де Субиза, став его второй женой. Её супруг умер пять лет спустя. Через своего сына, Жана V де Партенэ, Мишель является бабушкой математика Катрин де Партене. В 1510 году она была назначена Людовиком XII на должность воспитательницы королевских детей, в её обязанности входило воспитание младшей дочери короля и королевы Франции — Рене Французской.
Мишель де Собон была изгнана с королевского двора в 1515 году королём Франциском I за то, что противилась присоединению Бретани к Франции, сочувствовала Реформатской церкви и поддерживала Анну Бретонскую, а не Луизу Савойскую. Она покинула двор вместе со своими четырьмя детьми и жила в своём доме в Парк-Субизе, где обучала их древнегреческому и латыни, а также наставляла их в духе реформатских христианских учений.
В 1528 году Мишель де Собон была приглашена ко двору Феррары своей бывшей ученицей Рене Французской, которая вышла замуж за Эрколе II д’Эсте, герцога Феррары. Она была назначена гувернанткой для двух его дочерей и сына. Рене Французская и её дети начали практиковать кальвинизм, несмотря на контрреформацию, проводившуюся в Ферраре. Эрколе II противился французскому влиянию при своём дворе и приказал уволить всех французских дворян, включая де Собон. Она вернулась во Францию и жила в Сентонже, где и умерла в 1549 году.